# Xã Germanville, Quận Livingston, Illinois
Xã Germanville (tiếng Anh: Germanville Township) là một xã thuộc quận Livingston, tiểu bang Illinois, Hoa Kỳ. Năm 2010, dân số của xã này là 67 người.